# Китайський банк розвитку
Китайський банк розвитку (англ. China Development Bank, CDB) — державне підприємство Китайської Народної Республіки, розташоване в Пекіні, засноване в 1994.
Компанія фінансує такі важливі інфраструктурні проекти, як гребля Три ущелини та Міжнародний аеропорт Пудун в Шанхаї.
Уряд Китайської Народної Республіки несе відповідальність за позики КБР.
КНР надає кредити таким країнам, як Венесуела, Бразилія, Індія, Гана та Аргентина через Китайський банк розвитку, часто для забезпечення майбутніх поставок сировини.